# Bartomeu Ferrà i Perelló
Bartomeu Ferrà i Perelló   (Palma, 1843 - Palma, 2 d'octubre de 1924) fou un mestre d'obres, escriptor mallorquí ferm defensor de la conservació del patrimoni artístic i arquitectònic. Era fill de Miquel Ferrà i Font.

## Biografia

### Arquitectura
Estudià dibuix amb Miquel i Salvador Torres, es formà professionalment a Reial Acadèmia de Belles Arts de Sant Carles de València, i en tornar a Mallorca emprengué obres de restauració i de construcció. Com a restaurador s'encarregà (1887) de Can Mas del pla del Rei (Palma), l'església d'Alcúdia, el cambril del santuari de Lluc i la Caixa d'Estalvis del carrer del Sol de Palma. Com a constructor feu obres historicistes, influït per Viollet-le-Duc, entre les quals destaquen l'edifici de Germanetes dels Pobres de Palma i l'església de Sant Magí, a Santa Catalina (neoromànic). També cal fer notar les esglésies de Son Rapinya i de Son Roca, l'oratori sepulcral de la Torre de Llucmajor, la capella de la Trinitat a Miramar i la creu de la Minyó, al puig de Santa Magdalena d'Inca.
Malgrat no haver cursat els estudis d'arquitectura, fou arquitecte diocesà i arquitecte municipal d'Inca.

### Art i arqueologia
Ferrà s'interessà molt per l'arqueologia, la història de l'art i a la conservació del patrimoni artístic en general. Així, el 1874 publicà l'Álbum Artístico de Mallorca, i fou un dels fundadors (1880) de la Societat Arqueològica Lul·liana, una de les entitats culturals més importants de final del segle xix i començament del xx a Mallorca. Dins la Societat, promogué la creació d'un museu amb les peces que ell mateix i altres membres havien anat rescatant de la destrucció: el Museu de la Sapiència (1880-1904), que posteriorment esdevendria el Museu Diocesà de Mallorca. Escrigué també nombrosos articles sobre l'arqueologia i la història de les belles arts a Mallorca en el bulletí de la Societat.

### Tasca literària
Ferrà també donà sortida a les seves inquietuds literàries conrant la poesia, el teatre i la narrativa, sempre amb composicions breus que aplegava en publicacions recopilatòries. Escrigué gairebé sempre en català, i és un dels representants més importants del costumisme mallorquí. A més, promogué la creació de revistes culturals i humorístiques, com ara la revista L'Ignorància, fundada juntament amb Mateu Obrador (1879). Col·laborà habitualment a la revista, com també en altres publicacions, en català i en castellà, com La Dulzaina, El Áncora, la Revista Balear, el Museo Balear, Mallorca, Migjorn i Mallorca Dominical, dirigida i també fundada per ell.
Fou premiat en diversos certàmens literaris i poètics, entre els quals els Jocs Florals de Barcelona, en els quals assolí el primer premi en dues ocasions, per les composicions Les Minyones de Son Cigala i La Rondalla dels tres Hostes, que s'allunyen del seu estil costumista i s'insereixen en el romanticisme historicista.

### Família
Els seus fills, Bartomeu i Miquel Ferrà i Juan, destacaren com a pintor i com a poeta respectivament.

## Obra
Obres més importants:

### Narrativa
- Ciutat ha seixanta anys (1918)

### Teatre
| - Comèdies i poesies (1872). Inclou: - El viatge de la reina - Els calçons de mestre Lluc - Contes vells, baralles noves - Els senyors de son Miseri - El baül de madò Banaula | - Comèdies de costums mallorquines (1882) - Els calçons de mestre Lluc (bis) - Contes vells, baralles noves (bis) - Els senyors de son Miseri (bis) - El baül de madò Banaula (bis) - Sa plagueta dels lloguers (1876) - Un estudiant del dia | - Pastorells de na Rebeca i na Susana (1868) - Pastorells amb alegria d'en Jafet i companyia. Viquitexts, 1892. - Pastorells de Nadal, composts per recitar nins i nines de les costures mallorquines de Sant Vicens de Paül (1920) |

### Reculls de narracions i poesies
| - Relligioses (1895) - Coses nostres. Viquitexts, 1895. - Flors i fulles. Viquitexts, 1898. - Brots d'ortiga. Viquitexts, 1900. | - Endolades (1903) - Hores sèries (1916) - Proses i poesies (1929, pòstum)}} |

### Estudis i projectes
- Ferrà, Bartomeu. Álbum histórico artístico de Mallorca. Edició i estudi per Bonaventura Bassegoda.  UAB. Primera edició: 1873
- Reconstrucción de la casa consistorial de Palma (1892)
- Concepto del cementerio católico, con el plano de ensanche del cementerio de Palma (1895)